# Hospital Luterano de Porto Alegre
O Hospital Luterano de Porto Alegre, também depois chamado Hospital Álvaro Alvim, foi um hospital localizado na cidade brasileira de Porto Alegre, capital do estado do Rio Grande do Sul. Seu prédio ficava situado na Rua Prof. Álvaro Alvim, 400, no bairro Rio Branco.

## História
Originalmente, pertenceu à Universidade Luterana do Brasil (Ulbra), tendo sido uma de suas instituições de saúde ao lado do antigo Hospital Ipiranga na cidade. Em abril de 2009, porém, acabou fechado devido aos problemas financeiros enfrentados pela universidade. 
Em 2010, como forma de pagamento das dívidas, passou a pertencer à administração pública federal através do Hospital de Clínicas de Porto Alegre (HCPA), que o denominou "Unidade Álvaro Alvim". Além de prestar assistência e formar médicos, a unidade se destacava na pesquisa, sobretudo casos de abuso e dependência de álcool e drogas. Fechou em abril de 2020, durante a pandemia de Covid-19, quando os serviços ofertados foram transferidos para áreas descobertas no próprio HCPA, e entrou em estado de abandono total e depredado por vandalismo. 
Em 2021, o HCPA transferiu provisoriamente as instalações para a prefeitura municipal, que cogitou transformá-las numa unidade provisória para COVID-19, com até 20 vagas para UTI e até 80 leitos clínicos, o que jamais ocorreu por conta dos sérios problemas estruturais que impossibilitavam atendimento ao público. Condenada por laudo estrutural, a edificação foi reincorporada à União.
Foi demolido em setembro de 2022, depois que a União vendeu o terreno por meio de leilão, promovido pela prefeitura municipal, para uma construtora. O valor da negociação foi de R$ 17,25 milhões, abaixo do valor de avaliação. O complexo possuía quase 11 mil m² de área construída.